# Bruno Garcia (jogador de rugby)
Bruno Garcia da Silva (Jacareí, 25 de março de 1993), mais conhecido como Bruninho, é um jogador brasileiro de rúgbi. Revelado nas categorias de base do Jacareí Rugby. No clube paulista, foi campeão brasileiro de XV e Sevens. Além de defender o clube do Vale do Paraíba, Bruninho também já defendeu as cores da seleção brasileira de rugby sevens.

## Seleção Brasileira
Bruno defendeu a Seleção Brasileira de Rugby em diversas oportunidades. Em 2011, o atleta do Jacarei Rugby esteve com a Seleção Juvenil disputando o torneio Sul-Americano Juvenil no Paraguai. Pela Seleção Principal esteve nos torneios de Viña del Mar, no Chile, e no Seven de Punta del Este, no Uruguai. Além disso participou do Campeonato Sul-Americano, no Rio de Janeiro. Em 2013, participou do Universíada de Verão, em Kazan, na Rússia. Também fez parte do elenco que disputou o World Games 2013, em Cali, na Colômbia. Também esteve no amistoso entre Brasil e Portugal, na Arena Barueri, em Barueri.
Em 2015, viajou com a Seleção Brasileira de Sevens para o o Hong Kong Sevens. Em 2017, fez parte da equipe de Desenvolvimento que fez amistosos na Argentina e da equipe convocada para o Punta Sevens.

## Títulos
Jacareí Rugby
- Campeonato Brasileiro: 2017[11]

- Campeonato Brasileiro 7's: 2017[12], 2018[13]
- Taça Tupi: 2014 e 2016
- Paulista 7's: 2015[14]
- Paulista 2ª Divisão: 2013

### Prêmios Individuais
- Prefeitura de Jacarei - Atleta Destaque Rugby: 2014[15]